# Ouvidor
Ouvidor este un oraș în Goiás (GO), Brazilia.